# Марычев, Вячеслав Антонович
Вячесла́в Анто́нович Ма́рычев (21 сентября 1939, Москва, СССР — 24 июня 2006, Санкт-Петербург, Россия) — российский политический деятель, депутат Государственной думы 1-го созыва от фракции ЛДПР.
Получил известность эпатажным поведением, появлялся на заседаниях Думы в необычных костюмах, соответствующих тематике обсуждаемых проблем. Его прозвищем было «актёр Госдумы».

## Биография

### Происхождение
После окончания средней школы в Москве работал токарем на Московском заводе им. В. И. Ленина. Затем проходил службу в Военно-Морском флоте. После возвращения с флота переехал в Ленинград, где с 1962 по 1963 год работал слесарем-инструментальщиком на Ленинградском Сталепрокатном заводе. В конце 1960-х переехал в Петрозаводск, где был артистом местного музыкально-драматического театра.
В 1967 году окончил актёрское отделение музыкального училища при Ленинградской Государственной Консерватории. В 1973 году окончил Высшую Профсоюзную школу ВЦСПС по специальности «организатор-методист культурно-просветительной работы высшей квалификации». В 1980—1983 годах учился в Университете марксизма-ленинизма, в 1983—1985 — на Ленинградских художественно-творческих курсах ВЦСПС.

### Политическая карьера
Во время Перестройки увлёкся политикой, работал директором клуба сталепрокатного завода, организовывал в нём встречи с деятелями оппозиции, среди которых были Борис Ельцин и Александр Невзоров.
В 1990 году был избран депутатом Василеостровского районного Совета. В 1991 году стал членом Либерально-демократической партии Советского Союза (ЛДПСС, с 1992 — ЛДПР), в 1992 году был избран членом ЦК ЛДПР и координатором Санкт-Петербургской организации.
На выборах в Государственную думу 1 созыва (декабрь 1993) баллотировался под номером 3 в федеральном списке ЛДПР. Выдвинулся одновременно по одномандатному округу в Санкт-Петербурге, но, по решению ЦК ЛДПР, снял свою кандидатуру в пользу Александра Невзорова.
С января 1994 по декабрь 1995 — член Комитета Государственной Думы по вопросам местного самоуправления (подкомитет по вопросам судебно-правовой защиты местного самоуправления).
В феврале 1994 года у него произошёл конфликт с Жириновским, который обвинил его в «нарциссизме». В марте 1994 года, накануне съезда ЛДПР был исключён из партии и из фракции. Вскоре был восстановлен во фракции, но в партии восстанавливаться не стал.
Был не согласен с тем, что слово в Думе предоставляется только уполномоченным представителям фракций и групп, и объявил о создании депутатской группы «сексуальных меньшинств», пообещав «вылавливать и высматривать» депутатов для этой группы (кроме Марычева, в неё никто не вступил).
В 1994 году вступил в Либерально-патриотическую партию «Возрождение» (лидеры которой Валерий Скурлатов и Игорь Брумель стали работать его помощниками в парламенте).
10 марта 1995 вышел из фракции ЛДПР. В апреле 1995 года заявил, что будет проситься почётным членом во фракцию «Женщины России».
На съезде Движения «Трудовая Россия» в октябре 1996 избран членом исполкома движения (председатель исполкома — Виктор Анпилов)
Прославился экстравагантным выбором одежды. Ходил в Думе, как правило, в красном пиджаке, но, в зависимости от тематики обсуждаемых вопросов, приходил также в телогрейке, кофте марки Adidas, хоккейном свитере сборной СССР, арестантской рубахе, медицинском халате, солдатской шинели, различных национальных костюмах, бронежилете, униформе секты «Аум Синрикё», полковничьей папахе, шапке-ушанке, шали и серьгах, одеянии священнослужителя, футболке трэш-метал группы «Megadeth». Дал обещание явиться на последнее заседание Думы без одежды (согласно другой версии — во фраке и цилиндре) и спеть прощальную арию, однако пришёл в сером пиджаке и галстуке, а арию мистера Икса спел в коридоре.
В 1996 году выдвигался на пост губернатора Санкт-Петербурга, но не смог собрать необходимое количество подписей. В том же году занял последнее место на выборах главы администрации Ленинградской области. В 1997 году возглавил Конгресс возрождения интернациональной России. Был председателем политической партии «Новый путь России». В 2000 году повторно и безуспешно участвует в выборах губернатора Санкт-Петербурга и Государственную думу. В том же году избирается депутатом муниципального совета № 27 Кировского района.
28 декабря 1999 года создал движение «Пламя», в планах которого значилось распространение антипутинских листовок и подогревание в обществе антипутинских настроений. Цель движения заключалась в том, чтобы на президентских выборах в 2000 году Путин набрал не более 15 % голосов.

### Болезнь и смерть
23 февраля 2001 года был избит в своей квартире в Санкт-Петербурге неизвестными до потери сознания накануне заседания муниципального совета по поводу выявленных Марычевым квартирных махинаций местной администрации. Вскоре после этого события с ним случился инсульт, а в августе 2002 года — повторный инсульт, в результате которого получил односторонний паралич и лишился речи.
Скончался 24 июня 2006 года. Похоронен на Южном кладбище в Санкт-Петербурге.

## Личная жизнь
Был женат на Нине Николаевне Марычевой (Родионовой), инженере по профессии. В 1959 году у них родился сын Игорь, в 1993 году он пропал в Чечне. Отец пытался найти его, встречался с Дудаевым, но безуспешно. Внучка Марычева Алиса воспитывалась в семье деда.